# داونوروبيسين
داونوروبيسين ويعرف كذلك بداونوميسين هو دواء علاج كيميائي يستخدم في معالجة السرطان، ويستخدم بشكل خاص لعلاج اللوكيميا النخاعية الحادة، لوكيميا الأرومة اللمفاوية الحادة، ابيضاض المحببات المزمن وغرنة كابوزي.، يستخدم بالحقن في الوريد. تتواجد منه صيغة جسيم شحمي كذلك وتعرف باسم دونوروبيسين الجسم الشحمي.
الأعراض الجانبية الشائعة له تشمل فقدان الشعر، التقيؤ، كبت نقي العظم والتهاب الجزء الداخلي للفم، الأضرار الجانبية الحادة الأخرى تشمل مرض القلب وموت النسيج في مكان الحقن، استخدامه أثناء الحمل يمكن أن يؤذي الجنين. داونوروبيسين هو داوء من عائلة أنثراسيكلين  ويعمل على منع وظيفة الإنزيم توبوإيزوميراز 2.
تمت المصادقة على الاستخدام الطبي لداونوروبيسين في الولايات المتحدة سنة 1979، وهو في قائمة الأدوية الأساسية النموذجية لمنظمة الصحة العالمية الأدوية الأكثر فعالية وأمانا الضرورية في نظام الصحة. يقدر إجمالي التكلفة في البلدان النامية حوالي 5.79 إلى 37.18 دولار أمريكي لقنينة 20 ملغ. تكلف هذه الكمية في المملكة المتحدة هيئة الخدمات الصحية الوطنية 55 جنيه إسترليني  وقد تم استخلاصها سابقا من بكتيريا من صنف المتسلسلة.